# Kharabeesh

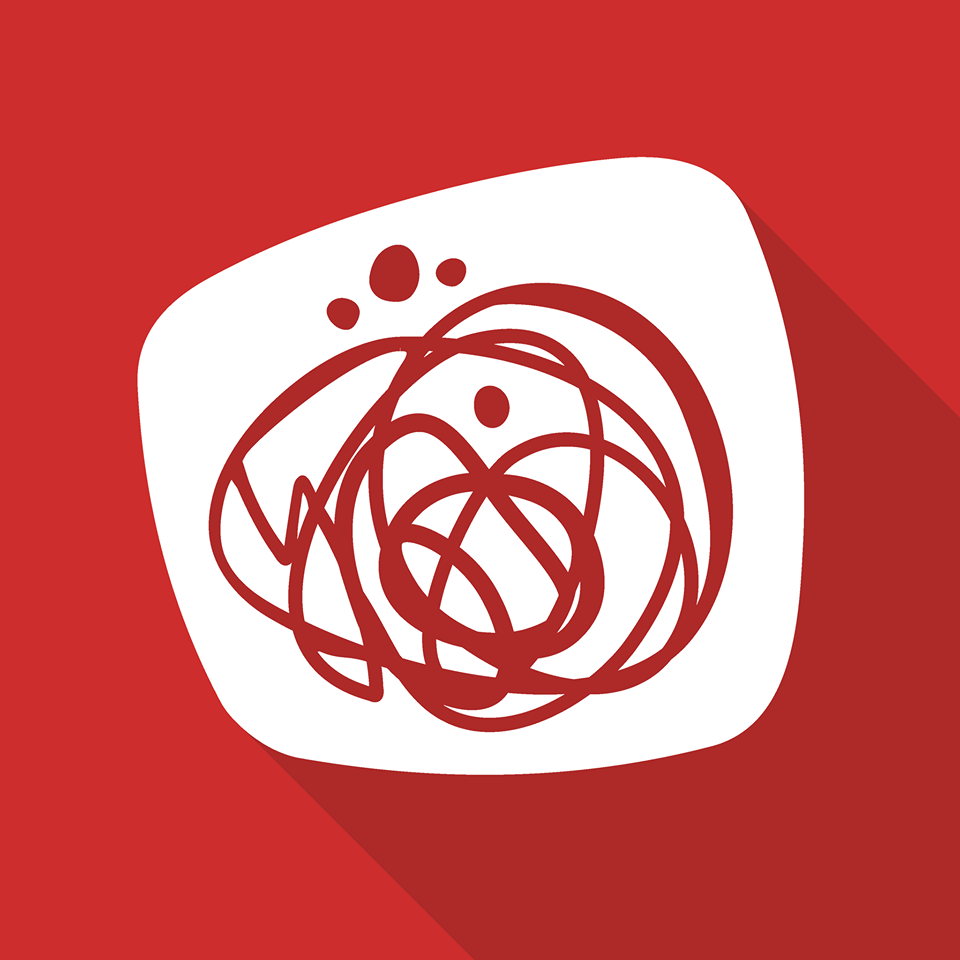
Kharabeesh es una empresa de medios y entretenimiento en el Medio Oriente conocida por su contenido digital creativo y humorístico en árabe. Fundada en 2008, se destaca por abordar temas sociales y culturales de manera innovadora, a menudo utilizando animaciones y videos virales para llegar a una audiencia joven y moderna.

Kharabeesh (en árabe: خرابيش, literalmente «garabatos») es una compañía con base en Jordania que produce en árabe caricaturas animadas, videos musicales y talk shows que generalmente tratan sobre polémicos políticos en el mundo árabe. Los videos más vistos, todos siendo vistos más que 2 millones veces, por ejemplo, todos tratan sobre Hosni Mubarak o Muamar el Gadafi. Las caricaturas políticas producidas por Kharabeesh han recibido atención internacional durante y después de la Primavera Árabe.
Kharabeesh forma parte de Think Arabia, un grupo mediático que «quiere ser una compañía destacada en términos de producción, tecnología y publicación para las nuevas plataformas mediáticas en la región y en el mundo».

## Historia
Kharabeesh fue fundada por el bloguero jordano Wael Attili y tres compañeros en el año 2008. Su meta era producir videos animados satíricos y distribuirlos solamente en redes sociales como Facebook, Youtube y Twitter. Atilli dice que el origen de la idea de Kharabeesh fue a partir de los años 2005-2006, cuando los fundadores sentían que había una «falta y una necesidad de contenido árabe» en el mundo de medio social.

## Primavera Árabe
Aunque Kharabeesh estaba activa antes de la Primavera Árabe, la popularidad de sus videos políticos durante la oleada de revoluciones en Túnez, Egipto y en otros países árabes empujó la compañía a un nuevo nivel de reconocimiento. La popularidad de su contenido político en particular era tal que un canal de televisión tunecino ofreció a traducir un video sobre la fuga del presidente tunecino Zine El Abidine Ben Ali del árabe al español.

## Valor comercial
Según una entrevista que Wael Attili dio al canal Saudita Al-Arabiya en 2011, el valor comercial de la compañía está entre 7 y 8 millones de dólares estadounidenses. 